# Chiesa di San Pietro del Bosco
La chiesa di San Pietro del Bosco è un edificio religioso situato nell'omonima frazione del comune di Budoni, Sardegna nord-orientale. Consacrata al culto cattolico, fa parte della parrocchia di San Giovanni Battista, diocesi di Nuoro. La chiesa, un tempo appartenente al villaggio di Sortinissa, dovrebbe risalire al XIV secolo.